# 普马鲁 (上比利牛斯省)
普马鲁（法語：Poumarous）是法国上比利牛斯省的一个市镇，属于塔布区（Tarbes）图尔奈县（Tournay）。该市镇总面积5.68平方公里，2009年时的人口为129人。

## 人口
普马鲁人口变化图示